# Syndrome d'Ehlers-Danlos type vasculaire
Pour les articles homonymes, voir Syndrome d'Ehlers-Danlos.
Le syndrome d'Ehlers-Danlos de type vasculaire est, dans le groupe des syndromes d'Ehlers-Danlos, la forme la plus grave de ce groupe de maladies, avec une très forte prévalence féminine et un pronostic vital souvent pessimiste.
Luxations, entorses, douleurs dorsales et musculaires se rencontrent comme dans les autres formes, mais avec en plus une atteinte des organes et des vaisseaux sanguins. Le patient ou la patiente se reconnaît par une peau fine, translucide, se lésant facilement, une apparence du visage caractéristique souvent appelée « un visage de madone », et une fragilité des vaisseaux sanguins, des intestins et de l'utérus. 
Les complications de ce type d'Ehlers-Danlos sont des perforations intestinales, des hémorragies intestinales, ovariennes ou utérines, ainsi que toute rupture vasculaire (cérébrales, pulmonaires, cardiaques) ou une dissection aortique, etc. Les poumons et les reins peuvent être parfois atteints.
L'appareil génital est souvent durement touché et les grossesses doivent faire l'objet d'un suivi constant, avec le risque accru de pré-éclampsies ou de ruptures utérines au cours de la grossesse. 
Un cancer des ovaires ou de l'utérus peut se développer dans les formes les plus sévères de la maladie par déficit hormonal.

## Autres noms
- Syndrome d'Ehlers-Danlos type 4
- Syndrome de Sack-Barabas

## Étiologie
Mutation du gène COL3A1 (en) 120180 situé sur le chromosome 2 codant la chaine alpha du collagène

## Incidence et prévalence
La prévalence aux États-Unis serait estimée à 1 sur 250 000.

## Description
Le diagnostic de S.E.D. de type vasculaire peut être établi lorsque survient une complication ou simplement par un examen clinique : des critères, appelés « critères de Villefranche sur Mer », ont été établis pour aider au diagnostic.

## Diagnostic
Le syndrome est proche cliniquement du syndrome de Loeys-Dietz, ce dernier ayant un gène COL3AI normal mais une mutation sur les gènes TGFBR1 ou TGFBR2 codant le récepteur du Transforming growth factor bêta. 

## Traitement et prise en charge
Le céliprolol, un bêta-bloquant, diminuerait de façon importante le risque de complications vasculaires.

## Évolution
La surveillance des vaisseaux sanguins au niveau du cerveau, des poumons et surtout du cœur nécessitent une vigilance constante. Vingt-cinq (25 %) des malades ont une complication significative de ce syndrome à 20 ans et 80 % à 40 ans. L'espérance de vie est fortement réduite en l'absence de traitement préventif. Le risque de décès avant 48 ans est de 50 %.
Une étude récente de la cohorte de patients suivis par l'AP-HP montre cependant que les malades traités par céliprolol ont une espérance de vie qui se rapproche de celle de la population générale.

## Conseil génétique

### Mode de transmission
Transmission autosomique dominante